# 摩尼教繪幡 MIK III 6286
摩尼教繪幡編號「 6286」是一幅收藏於德國柏林亞洲藝術博物館的摩尼教寺院旗幡，製作於公元10世紀，在20世紀初被德國吐魯番考察隊發現於新疆高昌故城。旗幡長45.5釐米、寬16釐米，兩面均有彩繪人像，是獻予去世之摩尼教信徒的喪葬繪幡。:354

## 描述

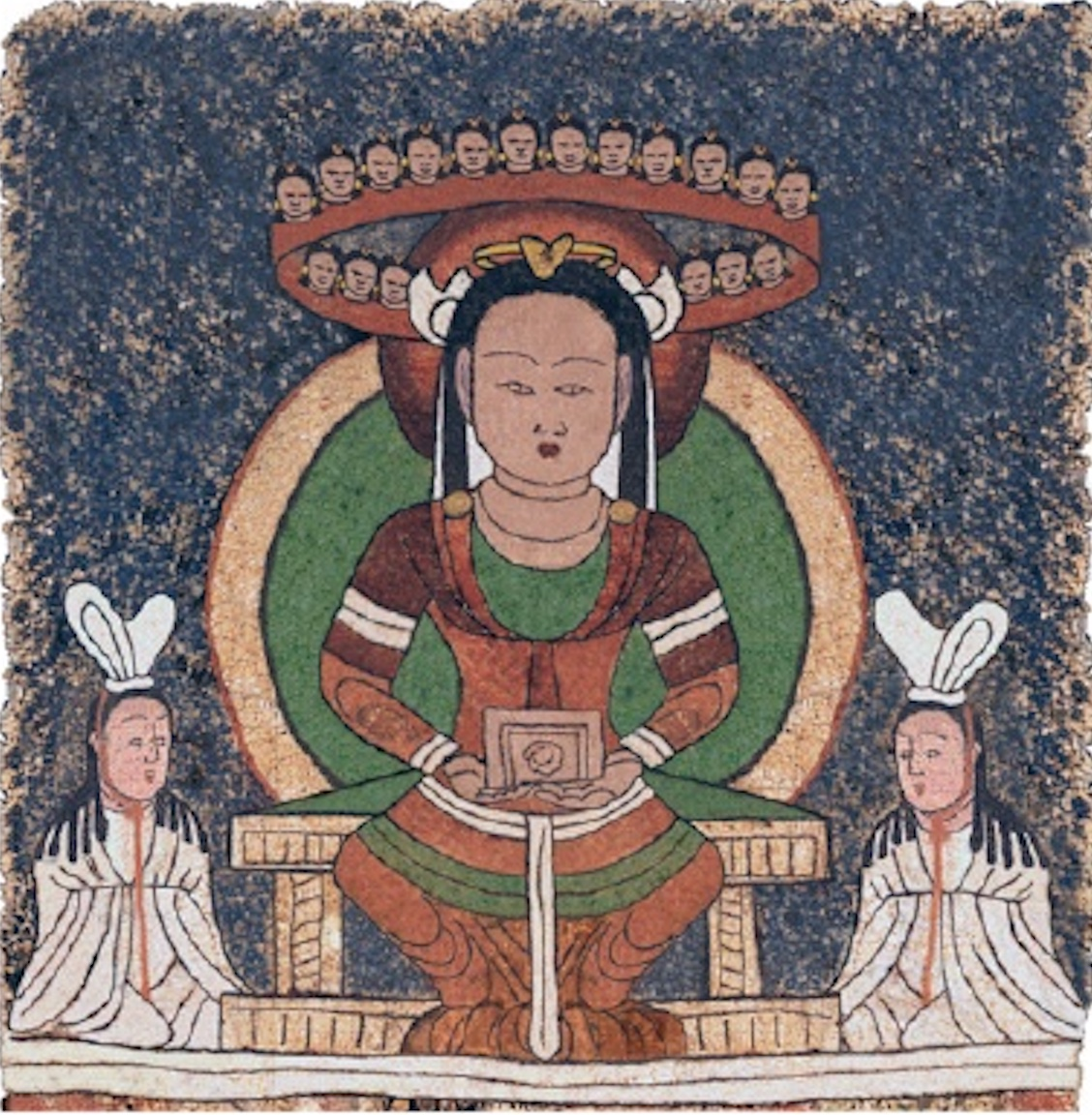
正面上層的光明童女坐像數位復原圖

這幅旗幡上的畫面分上下兩層，上層圖像面積約為下層的二分之一。正面下層描繪一名摩尼教女信徒像，站立在一席毛氈地毯上。她懷抱一本鑲金典籍，身着白袍，頭戴白色頭巾和一頂白色高帽，據此可知她是一位選民。選民左側飄浮着兩顆巨大的蓮花花蕾，右側上方是一個類似古埃及王名圈的條框，框內用粟特字母書寫的回鶻語解讀作：「柏素茜（Busuš）公主畫像」。:270條框下方繪有一名穿深紅長袍的女性平信徒像，尺寸為選民像的二分之一。上層繪有一女性神靈坐像，兩側各跪坐一名白冠白袍的選民；神像所戴金色環形頭冠上裝飾有光明符號，頭頂上懸浮一圈佩戴相同光明符號的小型頭像，由此可知描繪的是光明童女（Light Maiden）。背面原本描繪的是一位摩尼教男性選民像，後來被改畫成一位女性平信徒，但男性選民的白色頭冠和脣上兩撇髭鬚仍隱約可見。:271這名平信徒同樣站在毛氈地毯上，身穿深紅長袍，袍上點綴黑色花飾。她頭梳三把大型髮髻，頭頂一髻，腦後二髻，頭頂髮髻上佩戴一朶花飾。其左側靠近面部處飄浮一顆蓮花花蕾，左側下方有一擧起左手的孩童。上層繪有一男性神靈坐像，兩側各跪坐一名尺寸略小的選民像，根據旗幡上的文字描述，此像乃是耶穌像（摩尼教譯「夷數」）。:337

## 解析
旗幡上的圖像同摩尼教的救贖論有關——對光明的拯救，光明體/光明分子從禁錮它的暗黑物質，比如肉體中釋放出來，然後重返光明王國。其上描繪的兩名人像——選民和平信徒，是兩位去世的摩尼教徒肖像，她們因信仰的虔誠和對教規的遵守，體內已經滿盛光明，此時她們的身體可稱作「光明體」。身邊飄浮的蓮花花蕾有兩種含意，其一，象徵她們的「義人」身份；其二，表達光明分子從體內釋放。:337位於下方的小型人像應是為她們祈禱祝福的在生平信徒。上層的光明童女和耶穌像具有波斯薩珊王朝君王或神靈肖像畫的特徵，呈現出「回鶻摩尼教藝術中的西亞風格」；:156祂們乃是「引路神靈」，幫助虔誠教徒的靈魂回歸光明王國。從科普特語、安息語以及中古波斯語摩尼教文獻中可知，光明童女和耶穌就是最重要的兩名引路神靈。:352

## 夷數王者像

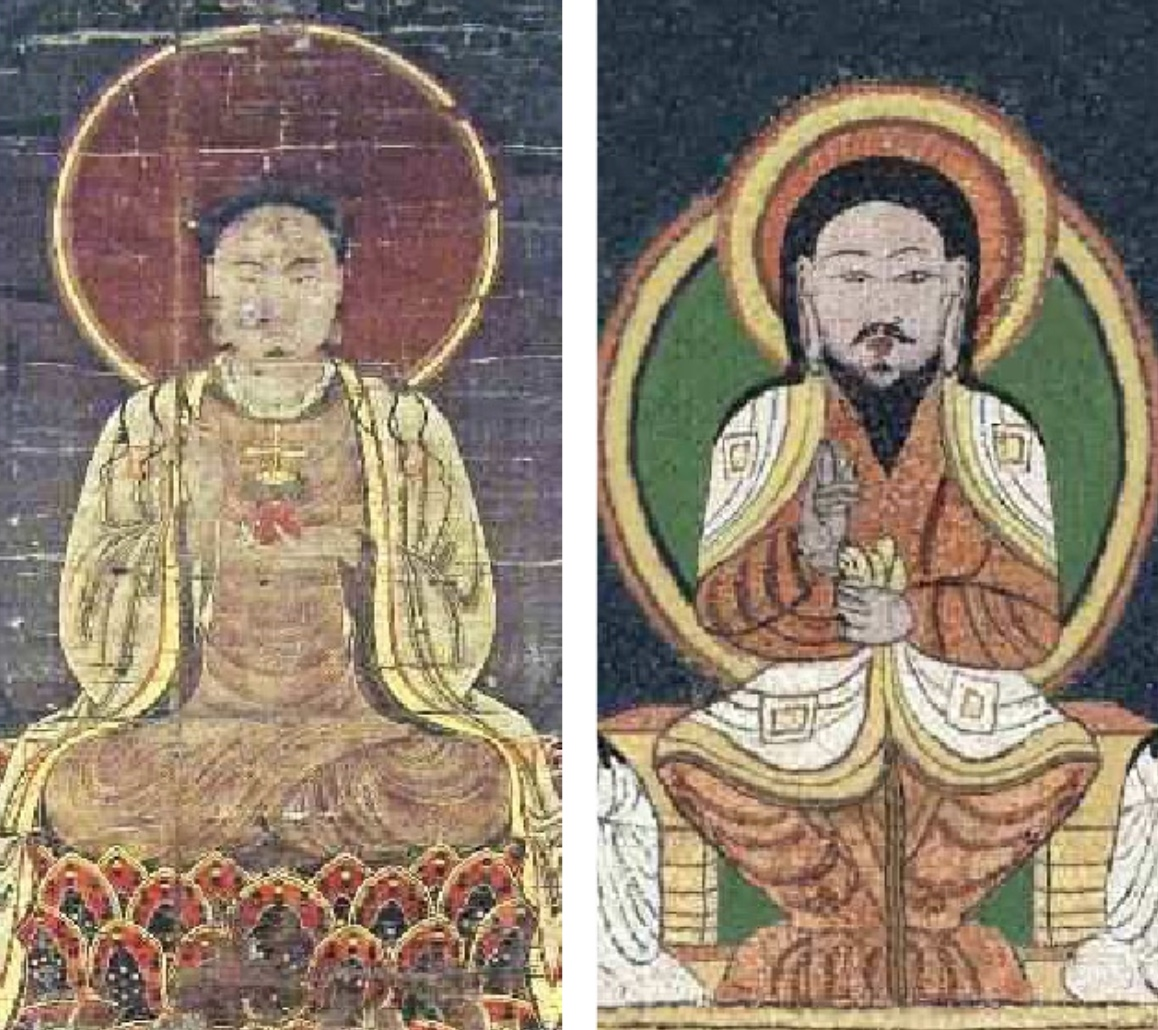
古樂慈設計的對比圖，左邊為南宋《夷數佛幀》。異同點：1. 紅色金邊的頭光；2. 披肩長髮、髭鬚、鬍鬚，二者都沒有佩戴頭飾；3. 金邊白色罩袍上的四個佩章；4. 都穿紅色長袍；5. 右手結印方式一致；6. 因文化差異導致的坐姿和坐具（蓮花臺、四足寶座）完全不同。

如上所述，旗幡上的文字說明了背面圖中男性神靈的身份乃是耶穌，摩尼教漢譯為「夷數」。畫中的夷數坐於一個四足條凳狀寶座上，身穿紅色長袍，外罩一件鑲金邊的白袍，白袍上有四個佩章，佩章是以雙線條繪成的小方框，框內留白。祂右手結印，中間兩指與拇指合攏，左手握住堆疊在膝部的白袍下襬，黑色長髮披散至肩部，蓄三角形鬍鬚，身後有紅色金邊的頭光及綠色金邊的大型背光；夷數像兩側各跪坐一名白冠白袍、長髮披肩的選民。根據圖像特徵來看，該像可稱為「夷數王者像」，是目前已知最古老的摩尼教夷數畫像。:166
夷數在摩尼教中是一位相當重要的神祇，該教創始人摩尼生長在公元3世紀的一個基督教浸洗派家庭之中，他的父親跋帝是這派教會的信徒。他們居住在薩珊王朝統治下的南部美索不達米亞，除了浸洗派，那裡還活躍着其他早期基督教團體如巴戴桑派和馬吉安派，摩尼同他們均有過接觸。雖然摩尼在自己的著作中有提及瑣羅亞斯德和釋迦牟尼，但耶穌才是重點，比如：「耶穌是摩尼的拯救者」（《科隆摩尼古卷》）；「摩尼，耶穌基督的使徒」（摩尼的水晶印章及他在信文中的自稱）；「摩尼是耶穌的聖靈」（摩尼的門徒對他的尊稱）。:162天主教聖師奧古斯丁曾經撰文講述摩尼教徒對耶穌的癡迷，以及在各種語言的摩尼教經典中都有夷數讚美詩。:135
綜上所述，可見相較於同出波斯的瑣羅亞斯德教，摩尼教同基督教的淵源實際上更為深厚。匈牙利亞洲宗教藝術史學家古樂慈在對比了多幅地中海地區的早期基督教耶穌畫像後，發現有兩幅與該像尤其吻合，一幅是來自埃及西奈半島聖凱薩琳修道院的公元6世紀鑲嵌畫，位於修道院後堂拱頂上；另一幅是羅馬聖普正珍大殿穹頂上的鑲嵌畫，繪製於公元4世紀。:137此外，古樂慈亦將這幅夷數像同南宋絹畫掛軸《夷數佛幀》作了對比，發現這幅出自中國南方沿海地區的絹畫與該夷數像也相當吻合。雖然因所在地不同而導致的文化差異讓二者在圖像藝術風格上大相逕庭，但其主要元素幾乎一致。:132
- 面部對比
- 佩章對比
- 右手結印手勢對比

## 另見
- 摩尼教抄本殘頁
- 粟特文摩尼教書信